# Beauval
Beauval é uma comuna francesa na região administrativa de Altos da França, no departamento de Somme. Estende-se por uma área de 22,56 km². Em 2010 a comuna tinha 2 089 habitantes (densidade: 92,6 hab./km²).